# عین التینه
عین التینة (به عربی: عین التینة) یک منطقهٔ مسکونی در سوریه است که در شهرستان الحفة واقع شده‌است.

## خصوصیات
عین التینة ۱٬۳۳۳ نفر جمعیت دارد.